# Circondario federale degli Urali
Il circondario federale degli Urali (in russo Ура́льский федера́льный о́круг?, Uralskij federalnyj okrug) è il più occidentale dei tre circondari federali della Russia asiatica, della quale fa parte anche una piccola parte di territorio del circondario federale del Volga che si trova al di là del fiume Ural, al confine col Kazakistan.

## Suddivisioni
| La mappa è numerata secondo l'ordine alfabetico cirillico. |          |                                                                               |                                  |
| #                                                          | Bandiera | Soggetto federale                                                             | Capitale                         |
| 1                                                          |          | Oblast' di Kurgan (Курга́нская о́бласть)                                        | Kurgan (Курган)                  |
| 2                                                          |          | Oblast' di Sverdlovsk (Свердловская область)                                  | Ekaterinburg (Екатеринбург)      |
| 3                                                          |          | Oblast' di Tjumen' (Тюменская область)                                        | Tjumen' (Тюмень)                 |
| 4                                                          |          | Circondario autonomo dei Chanty-Mansi (*) (Ханты-Мансийский автономный округ) | Chanty-Mansijsk (Ха́нты-Манси́йск) |
| 5                                                          |          | Oblast' di Čeljabinsk (Челябинская область)                                   | Čeljabinsk (Челябинск)           |
| 6                                                          |          | Circondario autonomo Jamalo-Nenec (*) (Ямало-Ненецкий автономный округ)       | Salechard (Салехард)             |

(*) Amministrativamente parte dell'oblast' di Tjumen'.

## Città principali
1. Ekaterinburg (1 455 904) (2017)
2. Čeljabinsk (1 198 858) (2017)
3. Tjumen' (720 575) (2016)
4. Magnitogorsk (417 039) (2015)
5. Nižnij Tagil (361 811) (2010)
6. Surgut (314,600) (2012)
7. Kurgan (322 383) (2010)